# Галицький Володимир Миколайович
Володимир Миколайович Галицький (1878, Харків — після 1936) — український громадський діяч, інженер-технолог. Гласний Харківської міської думи, член Ради старшин Українського літературно-художнього етнографічного товариства імені Г. Квітки-Основ'яненка, Харківської громадської бібліотеки (з 1906) та її Українського відділу (1909—1914), інженер Харкова (1936).
Син харківського купця. Після завершення 2-ї Харківської гімназії вступив до Харківського технологічного інституту (1899). Навчався на механічному відділенні, яке закінчив з відзнакою (1907). Працював на Харківському паровозобудівному заводі (1911), заводі Новоросійського товариства (Юзівка, 1915).
Як гласний Харківської думи підтримував Міхновського в справі побудови в місті пам'ятників українським діячам. Член Південноросійського товариства технологів, опікунських комітетів Харківського художнього училища та Олександрівської лікарні.